# 名古屋市立名東小学校
名古屋市立名東小学校（なごやしりつ めいとうしょうがっこう）は、名古屋市名東区亀の井三丁目にある公立小学校。

## 歴史
1970年（昭和45年）4月1日に名古屋市立西山小学校分校として成立した。1973年（昭和48年）に名古屋市立名東小学校として独立している。

### 児童数の変遷
『愛知県小中学校誌』（2018年）によると、児童数の変遷は以下の通りである。
| 1973年（昭和48年） | 642人  |  |
| 1977年（昭和52年） | 1115人 |  |
| 1987年（昭和62年） | 1322人 |  |
| 1997年（平成9年）  | 979人  |  |
| 2007年（平成19年） | 922人  |  |
| 2017年（平成29年） | 1102人 |  |

## 通学区域
所管する名古屋市教育委員会は、2018年（平成30年）9月1日現在、名東区のうち、一社一丁目・一社二丁目・一社三丁目・亀の井一丁目・亀の井二丁目の全域および一社四丁目・神里一丁目・亀の井三丁目・高間町・名東本通3～5丁目の各一部を通学区域として指定している。
また、卒業後の進学先は名古屋市立神丘中学校となっている。

## 交通アクセス
名古屋市営地下鉄東山線一社駅が最寄り駅である。

## 著名な出身者
- 佐藤かよ（タレント）- 小学5年生に進級する前に埼玉県大宮市立芝川小学校（現・さいたま市立芝川小学校）から転入した[3]。

### WEB
1. 1 2  名古屋市教育委員会事務局総務部企画経理課企画統計係 (2018年9月18日). “名東区の小・中学校一覧”.   名古屋市. 2018年11月14日閲覧。
2. ↑  名古屋市教育委員会事務局総務部教育環境計画室計画係 (2018年9月1日). “名古屋市立小・中学校の通学区域一覧（名東区）” (PDF).   名古屋市. 2018年11月15日閲覧。
3. ↑  名古屋市教育委員会事務局総務部教育環境計画室計画係 (2018年4月1日). “名古屋市立中学校区一覧（小→中）” (PDF).   名古屋市. 2018年11月14日閲覧。

### 書籍
1. 1 2  名東区区制20周年記念事業実行委員会 1995, p. 48.
2. ↑  六三制教育七十周年記念 愛知県小中学校誌 合同記念誌編集特別委員会 2018, p. 282.
3. ↑  第9回　さんま&くりぃむの芸能界㊙個人情報グランプリ（フジテレビ）2011年5月18日放送「花開いて良かった卒業アルバム部門で」で写真が紹介された。